# 公人奉行
公人奉行（くにんぶぎょう）とは室町時代の職名である。
奉行衆（公人）の筆頭的な立場にあり、奉行衆に属する奉行人たちの進止（人事）を担当した。また、評定寄合の席には評定奉行とともに参加した。『武家名目抄』（職名部）によれば、こうした職掌は鎌倉幕府では問注所執事が行っていたが、室町幕府では問注所から分離されて公人奉行が置かれることになったと記されている。『花営三代記』の応安4年（1370年）に登場する布施弾正大夫入道以来、奉行衆の中での上位の家格の出身者から任命された。